# Лось Сергій Олександрович
Сергі́й Олекса́ндрович Ло́сь — капітан Збройних сил України.

## Відзнаки та нагороди
- 21 жовтня 2014 року — за особисту мужність і героїзм, виявлені у захисті державного суверенітету та територіальної цілісності України, вірність військовій присязі під час російсько-української війни, відзначений — нагороджений орденом Данила Галицького.[1]
- 2 грудня 2016 року — За особистий внесок у зміцнення обороноздатності Української держави, мужність, самовідданість і високий професіоналізм, виявлені під час виконання військового обов'язку, та з нагоди Дня Збройних Сил України нагороджений Орденом Богдана Хмельницького III ступеня.[2]